# Kepler-11
Kepler-11 je Soncu podobna zvezda s potrjenim planetnim sestavom najmanj 6 planetov s kratkimi tiri, zadnji, 6 je od zvezde oddaljen malce dlje, kot je Merkur od Sonca, odkrit je bil 2. februarja 2011. Kepler 11 prvi 6-planetarni Keplerjev sistem.
Planetni sestav je bil odkrit 2. februarja 2011. Nahaja se v smeri ozvezdja Labod; zvezda je oddaljena okoli 2000 svetlobnih let. Odkrili so ga v programu Small Sky Survey s teleskopom Kepler. Vseh šest planetov prehaja disk zvezde, gledano z Zemlje. To omogoča, preko spremljanja zatemnitev zvezde s planeti, neposredne meritve periode planetov, njihove mase in premerov; sledi tudi gostota teh svetov. Kepler-11 je prvi odkril izvenosončni sistem z več kot tremi planeti v tranzitu. To je tudi najbolj znan stisnjen sistem. Planeti so poimenovali po abecedi, začenši z najmanjšim: b, c, d, e, f in g.

## Planeti
Nizka ocena gostote za planete b-f nakazuje, da nobeden od njih nima sestave, kot jo ima Zemlja; kar precej zajetno ozračje iz vodika je predvideno za planete d, e in mogoče f, medtem ko planeta b in c verjetno vsebujeta velike zaloge ledu in/ali H/He.